# Пластичність глинистих порід
Пласти́чність гли́нистих порі́д — властивість при змішуванні з водою створювати тісто, яке під впливом зовнішніх дій може набувати будь-якої необхідної форми без появи тріщин та зберігати надану йому форму після припинення цих дій під час сушіння та випалювання.
Пластичні властивості глинистих порід характеризуються числом пластичності (П), яке у керамічній промисловості слід визначати (ГОСТ 21216.1-95) як різницю між вологостями глинистої маси, що відповідають нижній межі текучості (W1) та межі розкочування (W2), за формулою:
{\displaystyle \Pi =W_{1}-W_{2}}
За ступенем пластичності глинисті породи належить поділяти (ДСТУ Б В. 2.7-60-97) на:
- високопластичні (з числом пластичності понад 25),
- середньопластичні (15-25),
- помірнопластичні (7-15),
- малопластичні (3-7)
- непластичні, що не дають пластичного тіста.

До непластичних належать сухарні глини, глинисті сланці й аргіліти.
Пластичність глин визначається їхнім мінеральним складом і дисперсністю. Високу пластичність мають тонкодисперсні монтморилонітові глини, у порядку зниження пластичності йдуть гідрослюдисті та каолінітові різновиди глин. Пластичність суглинків коливається у межах 7-17, супісків — менш як 7.